# 施泰因布魯赫錫芬河
51°15′18″N 7°15′1″E / 51.25500°N 7.25028°E
施泰因布魯赫錫芬河（德語：Steinbruch Siefen），是德國的河流，位於該國西部，處於北萊茵-威斯特法倫州，屬於伍珀河的右支流，河道全長0.1公里，河畔城鎮有伍珀塔爾。